# 小行星3337
小行星3337（3337 Miloš）是一顆主小行星帶的小行星，其軌道週期為1752.2271050天（4.80年）。 
這顆小行星是在1971年10月26日由盧波什·科胡特克於漢堡伯格多夫天文臺發現的，其名稱來自於捷克的天文學家米洛什·季希。